# Momotaro Densetsu Turbo
Momotaro Densetsu Turbo (桃太郎伝説ターボ?)  es un videojuego de rol publicado por Hudson Soft para PC Engine en 20 de julio de 1990, fue el remake del primer juego de la saga Momotaro Densetsu. No fue publicado fuera de Japón.
- Datos: Q20995166